# Jonas Finelius
Jonas Finelius, född 24 augusti 1687 i Tidersrums socken, död 20 februari 1737 i Stens socken, han var en svensk kyrkoherde i Stens församling.

## Biografi
Jonas Finelius föddes 24 augusti 1687 i Tidersrums socken. Han var son till komministern därstädes. Finelius blev höstterminen 1708 student vid Uppsala universitet, Uppsala och blev 1710 kollega i Linköping. Han prästvigdes 7 maj 1711 och blev 1712 komminister i Kaga församling, Kaga pastorat. Finelius blev 3 juni 1727 kyrkoherde i Stens församling, Stens pastorat, tillträde 1728. Han avled 20 februari 1737 i Stens socken och begravdes 8 mars samma år.

### Familj
Finelius gifte sig 2 september 1711 med Maria Lodin. Hon var dotter till kronolänsmannen Lars Persson och Maria Hahl på Lodhult i Norra Vi socken. De fick tillsammans barnen Anna, Maria, Christina, Catharina (1716–1747), Axel (1718–1734), Nathan Fineld (1721–1786), Magdalena (1723–1724), Erik Laurentius (1727–1727), Bengt Fineld (1728–1781), Jonas Fineld (1731–1778) och Axel (född 1735).